# Han Jiang (Guangdong)
Der Han Jiang (chinesisch 韓江 / 韩江, Pinyin Hán Jiāng, Jyutping Hon4 Gong1 – „Han-Strom, Han-Fluss“) ist ein Fluss im Osten der südchinesischen Provinz Guangdong. 
Er ist mit 410 Kilometern Länge der zweitlängste Fluss in Guangdong.

## Flussnetz
- Mei Jiang (梅江)   
  - Dazhe He (大柘河)
  - Fushi Shui (富石水)
  - Chagan He (差干河)
  - Ning Jiang (宁江)

- Ting Jiang (汀江)

- Meitan He (梅潭河)